# ソケイ
ソケイ（素馨、学名：Jasminum grandiflorum）は、モクセイ科ソケイ属（素馨属）の植物の一種。落葉性の灌木である。ソケイ属の名前のもとになっている。オオバナソケイ（大花素馨）とも呼ばれる。
1762年にカール・フォン・リンネ『植物種誌』第2版にて記載された。英名は Spanish jasmine, royal jasmine、中国名は素馨、素馨花、素英、耶悉茗花、野悉蜜、玉芙蓉、素馨针などである。

## 特徴

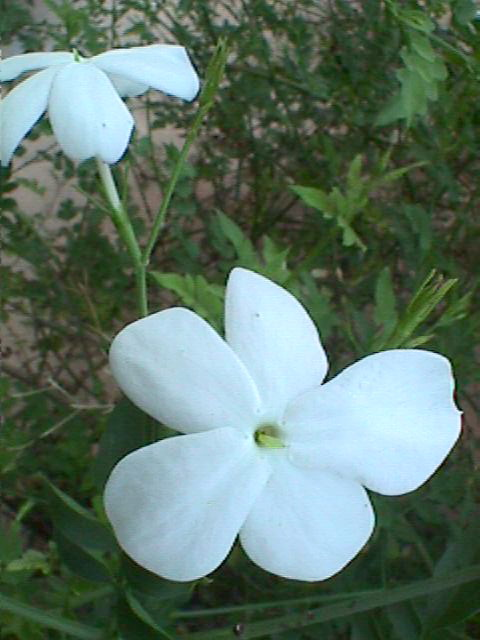
ソケイの花

植物は登攀性の低木で、1–4 m（メートル）の高さに成長する。
葉は5–12 cm の奇数羽状複葉になる。小葉は5–11枚で、卵状楕円形である。
花序は集散花序で、枝先や上部の葉腋につく。開花時期は7–11月、独特で甘い芳香を放つ。花は直径約3.5 cm（センチメートル）。花の長さは13–25 mm（ミリメートル） の筒状花冠で、色は白く、先は4–5裂し、平開する。花冠の裂片は 13–22 mm。雄蕊のうち、2本が花冠から少し突き出る。

## 分布
主に亜熱帯地域でよく生育する。自生分布は、アフリカ大陸のエリトリアからルワンダ、アラビア半島、パキスタンから中国の中南部までとされるが、中国の分布は移入によるともされる。南アジアのパキスタンでは、ソルトレンジとラワルピンディ地区の標高 500–1,500 m に自生している。
ヨーロッパへは古代ペルシャを通じて、日本へは中国を通じて伝わった。

### 亜種
以下の2亜種が認識されている。
- Jasminum grandiflorum L. subsp. grandiflorum
- Jasminum grandiflorum L. subsp. floribundum (R. Br. ex Fresen.) P. S. Green (1986)

基亜種の自生地はサウジアラビア（中央部、ヒジャーズ、アスィール）、オマーン（ドファール）、イエメン、パキスタン、ネパール、ブータン、インド（アルナーチャル・プラデーシュ州、アッサム州、グジャラート州、ヒマーチャル・プラデーシュ州、ジャンム・カシミール、マディヤ・プラデーシュ州、メーガーラヤ州、オリッサ州、ラージャスターン州、タミル・ナードゥ州、ウッタラーカンド州)、バングラデシュ、ミャンマーとされる。多くの国に移入されている。
亜種 J. g. ssp. floribundum の分布は、エジプト南東部、ルワンダ、スーダン、エチオピア、エリトリア、ソマリア、ウガンダ、ケニア、サウジアラビア、オマーンとされる。

## 利用
温帯から亜熱帯にかけて、庭木や観賞植物として広く栽培されている。
インドでは、葉がアーユルヴェーダの生薬などに広く使用されている。花は女性のヘアスタイルを飾るために利用される。花からとれる香油をジャスミンといい、香料として使用される。

## 語源
和名の「ソケイ」の語源は以下の2つが知られる。
- 中国、五代十国時代の劉隠、その侍女に素馨という名の少女がいて、死んだ彼女を葬った場所に素馨の花が咲き、いつまでも香りがあったという伝説が由来という説[6]。
- 花の色が白く（素）、良い香り（馨）がする花という意を語源とする説[6]。